# Longueur d'un pont
La longueur d’un pont est une grandeur qui permet de caractériser les dimensions d’un pont, au même titre que sa largeur ou sa portée. Cette longueur est définie conventionnellement selon les types d’ouvrages.

## Terminologie
Par pont, il convient en fait d’entendre « franchissement », car un pont est souvent constitué de plusieurs ouvrages : un ouvrage principal, ou pont principal, et des ouvrages secondaires (comme les viaducs d’accès).
On différencie ainsi trois types de longueurs :
- la longueur du franchissement, communément appelée longueur totale du pont, définie comme étant la distance entre les joints de chaussée extrêmes, s’il en existe, ou comme la distance entre nus intérieurs des culées plus un mètre[1] ;
- La longueur de l’ouvrage ou d’un ouvrage constituant le pont, il s’agit des mêmes définitions que ci-dessus mais s’appliquant à une partie du pont ;
- La longueur de la brèche est la longueur minimale du franchissement à reconstruire, résultant de la largeur de l’obstacle à franchir.

Les schémas ci-après permettent de figurer ces définitions selon les types de ponts.

## Longueurs selon les types de ponts

### Ponts à poutres
Les ponts à poutres peuvent être à une ou plusieurs travées. Ils peuvent eux-mêmes constitués de plusieurs ouvrages séparés à poutres différentes. Leur longueur est comptée entre joints de chaussée extrêmes.
|  |  |  |  |

### Ponts-cadres
La longueur des ponts constitués d’une dalle encastrée sur ses appuis, comme les ponts-cadres ou les ponts-portiques, est comptée entre piédroits (murs verticaux du cadre ou du portique) plus un mètre.

### Ponts suspendus ou haubanés
Pour les ponts suspendus à une travée suspendue (schéma ci-dessous), la longueur est comptée entre culées. Pour les ponts à travées multiples, il y a en général des joints de chaussée.

### Ponts en maçonnerie
Les ponts en maçonnerie ont une culée. La longueur est donc comptée entre nus intérieurs de la culée, plus un mètre.
|  |  |  |  |

## Ponts les plus longs
Les ponts les plus longs sont des ponts ferroviaires terrestres. 
Les ponts routiers les plus longs au monde sont les suivants.
|    | Nom                                                                       | Longueur mètres | Portée mètres | fini en | Pays       |
| -- | ------------------------------------------------------------------------- | --------------- | ------------- | ------- | ---------- |
| 1  | Bang Na Expressway Le plus long viaduc terrestre                          | +54 000,        | ?             | 2001    | Thaïlande  |
| 2  | Lake Pontchartrain Causeway Le plus long pont franchissant une voie d'eau | 38 422          | 45.7          | 1956    | États-Unis |
| 3  | Pont Manchac Swamp                                                        | 36 710          | ?             | 1970s   | États-Unis |
| 4  | Pont de la baie de Hangzhou                                               | 36 000          | 448           | 2008    | Chine      |
| 5  | Pont Runyang                                                              | 33 660          | 1 490         | 2005    | Chine      |
| 6  | Pont de Donghai Plus long pont franchissant un bras de mer                | 32 500          | 400           | 2005    | Chine      |
| 7  | Pont Atchafalaya Swamp                                                    | 29 290          | ?             | 1973    | États-Unis |
| 8  | Pont No. 1 de Tianjin Binhai Mass Transit(光华路 – 八堡村)                | 25 800          | ?             | 2003    | Chine      |
| 9  | Pont-tunnel de Chesapeake Bay                                             | 24 140          | ?             | 1964    | États-Unis |
| 10 | Viaduc C215                                                               | ?               | ?             | 2007    | Taïwan     |

## Sources
Source principale de l’article : guide d’utilisation du logiciel Edouart, base de données historique (utilisée depuis les années 1980) de gestion des ouvrages d’art en France.